# Guardia Nacional de Noruega
La Guardia Nacional de Noruega (en noruego: Heimevernet - "HV"; en inglés: Norwegian Home Guard), es una fuerza de movilización rápida en el ejército noruego. Fundada el 6 de diciembre de 1946, es la segunda rama más joven de las Fuerzas Armadas de Noruega después de la Fuerza de Defensa Cibernética Noruega (en noruego: Cyberforsvaret). Tiene unidades de defensa terrestre, marítima y aérea, y cuenta con voluntarios y personal de reclutamiento con antecedentes de todas las ramas. Su enfoque principal es la defensa local y el apoyo civil, sino que también puede separar los voluntarios para las operaciones internacionales.

## Organización
Se divide en distritos ("distritos HV"), que de nuevo se divide en unidades más pequeñas, que generalmente cubren un solo municipio. En una situación de guerra, Heimevernet normalmente se usará para proteger la infraestructura y las poblaciones locales, pero también se puede usar como tropas regulares. Como en su mayoría comprende lugareños, es ideal para la guerra de guerrillas, el sabotaje, emboscadas.

## Miembros
La Guardia Nacional de Noruega tiene un número de personal en tiempo de paz de 1,200 personas. En alta disposición, hay 3.500 personal de la Fuerza de Reacción Rápida, 25.000 personal de la "Fuerza de Fortalecimiento" y 20.000 empleados de la "Fuerza de Seguimiento". Los miembros de la Guardia Nacional de Noruega son aproximadamente 45.000 personas.

## Intercambio de tropas
El Heimevernet hace un intercambio de tropas con la Guardia Nacional de Minnesota cada año. El intercambio empezó en la Segunda Guerra Mundial cuando soldados estadounidense era enviados a apoyar y formar parte de la Resistencia Noruega y durante el paso tiempo se fue reforzando esta alianza hasta nuestros días. Como parte del intercambio, los miembros de la Guardia estadounidense vuelan a la Base de la Fuerza Aérea Noruega de Værnes y los noruegos son enviados a Camp Ripley. Ambas tropas completan la formación de cada uno, y recorren la zona.

## Fuerza de Acción Rápida
Desde 2005, el Heimevernet ha reclutado para una fuerza de alta disponibilidad con personal mejor entrenado y equipado. Se llama "Fuerza de Reacción Rápida" (noruego: Innsatsstyrke). Esta fuerza representa aproximadamente el 10 por ciento de la fuerza total. Consiste únicamente de voluntarios.
Existe una Fuerza de Reacción Rápida por distrito, en total 3.500 hombres y mujeres. La Fuerza de reacción rápida es la punta de lanza del Heimevernet y contiene unidades flexibles y móviles. Tiene la máxima prioridad cuando se trata de armas, materiales y recursos de entrenamiento. La fuerza está lista para responder en cuestión de horas a actos de terrorismo, amenazas de bombas u otras emergencias. En tiempos de paz, la Fuerza de Acción Rápida pueden ayudar a la policía y a la comunidad civil con una variedad de tareas, incluida la provisión de seguridad para el público y la aplicación de las normas policiales.
Los Fuerza de Reacción Rápida  reciben el nombre de las operaciones ejecutadas durante la Segunda Guerra Mundial por la Compañía Independiente de Noruega 1 (por ejemplo, la Compañía Linge):
1. Oslofjord HV-distrito 01: FRR Oso Polar VI
2. Oslo y Akershus HV-distrito 02: FRR Derby
3. Telemark y Buskerud HV-distrito 03: FRR Gunnerside
4. Opplandske HV-distrito 05: FRR Grebe
5. Distrito HV de Agder y Rogaland 08: FRR Osprey y Varg
6. Bergenhus HV-distrito 09: FRR Bjørn West
7. Møre y Fjordane HV-distrito 11: FRR Archery
8. Trøndelag HV-distrito 12: FRR Rype
9. Sør-Hålogaland HV-distrito 14: FRR Heron
10. Nord-Hålogaland HV-distrito 16: FRR Claymore
11. Distrito HV de Finnmark 17: RRF Ida & Lyra y Delfin

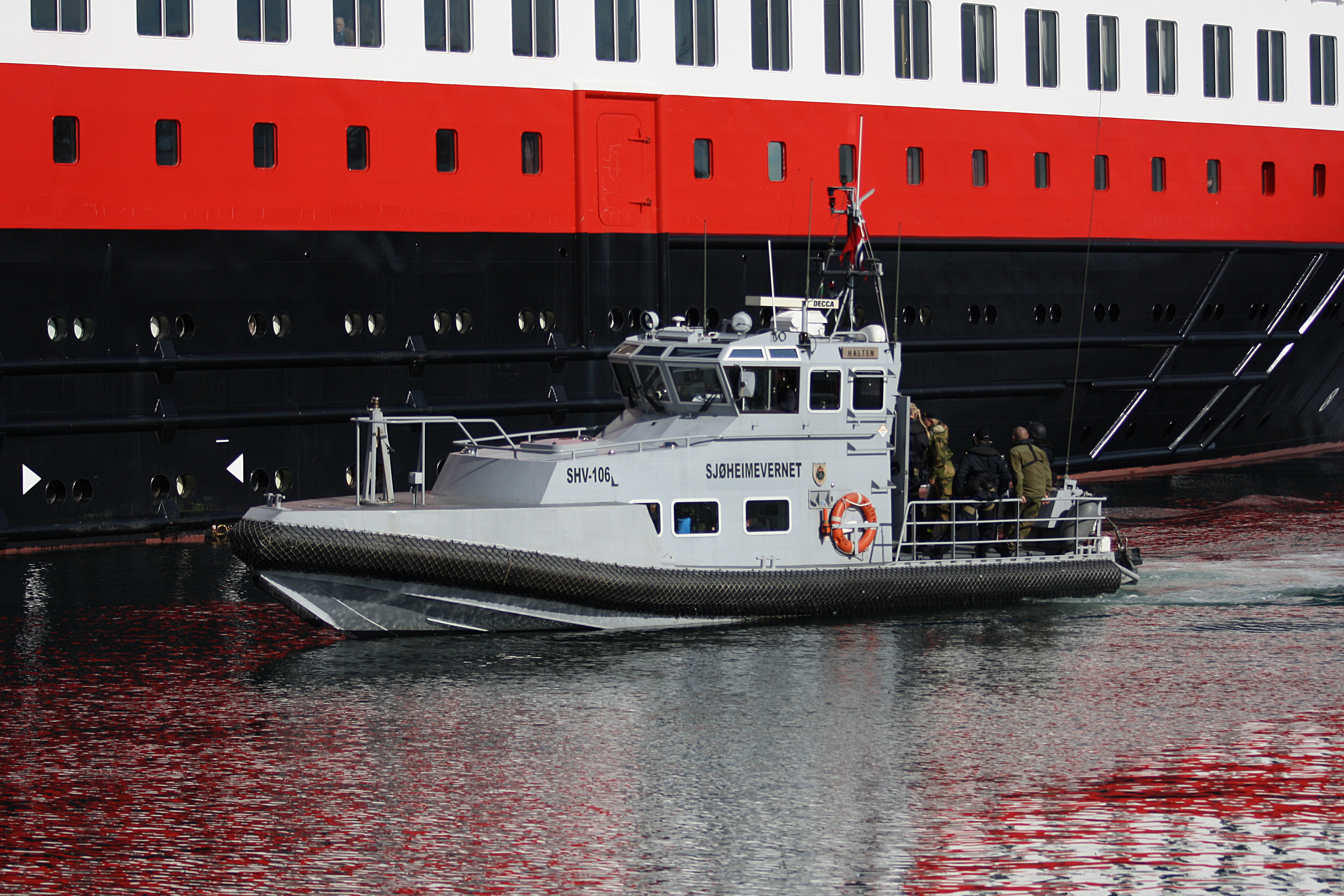
Embarcación de la Guardia Nacional Naval

### Rama Naval
La rama naval de la Guardia Nacional de Noruega tiene cuatro FRR:
1. Sur: FRR de Bundle
2. Oeste: FRR Salaman
3. Norte: FRR Waxwing y Anklet

Las Fuerzas de Reacción Rápida consisten en varios pelotones diferentes dentro de cada distrito. De esta forma, cada distrito podrá responder a cualquier tipo de incidente que pueda ocurrir, sin tener que depender de ayuda externa. Cada distrito (con algunas variaciones) tendrá operadores entrenados en estos diferentes tipos de unidades:
- Jegertropp (Sección de Reconocimiento)
- Skarpskyttertropp (Pelotón de tiradores)
- MP-tjeneste (Pelotón de la Policía Militar)
- Hundetjenesten (unidad K9)
- ABC-tropp (pelotón de NBC)
- Stabstropp (pelotón de personal: comunicaciones, inteligencia, transporte y logística)
- Dykkerlag (Equipo de buceo - Reconocimiento submarino, detección de explosivos)
- Sanitetstropp (Pelotón médico)
- Sambandstropp (pelotón de comunicaciones)
- Innsatstropper (pelotones FRR)
- Kystmeldepost (puestos de observación costera)
- Bordingslag (Equipo de embarque - Observación, control, inspección y toma de buques / embarcaciones)

## Equipamiento

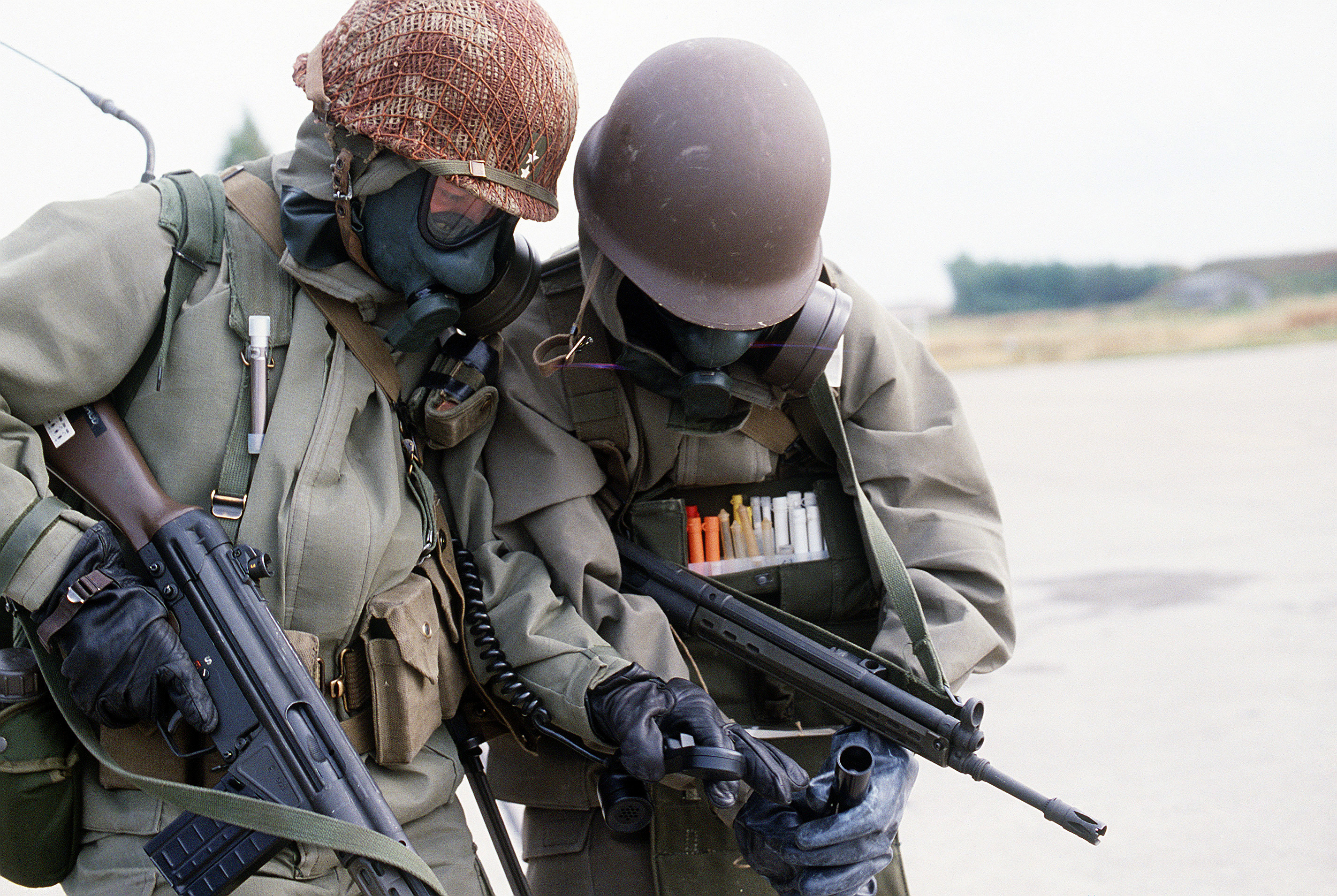
Miembro de la Guardia Nacional de Noruega con AG-3

Hasta finales de la década de 1960, la Guardia Nacional utilizó armas de segunda mano del Ejército Noruego. Al final del período, Heimevernet estaba equipado con armas cada vez más modernas y pesadas. El Heimevernet hoy usa armas pequeñas como las metralletas MP-5 y MP-7, rifles automáticos AG-3 y HK416, y ametralladoras MG-3 y FN Minimi. Además de M82 y Glock 17. La flota de vehículos consta principalmente de vehículos utilitarios Mercedes-Benz G-Class, ambulancias y camiones Scania.

## Distritos de la Guardia Nacional de Noruega
Región 1
- Oslofjord Heimevernsdistrikt 01 – HV-01 – Rygge
- Oslo og Akershus Heimevernsdistrikt 02 – HV-02 – Lutvann
- Telemark og Buskerud Heimevernsdistrikt 03 – HV-03 – Heistadmoen
- Opplandske Heimevernsdistrikt 05 – HV-05 – Terningmoen

Región 2
- Rogaland Heimevernsdistrikt 08 – HV-08 – Vatneleiren
- Bergenhus Heimevernsdistrikt 09 – HV-09 – Bergenhus

Región 3
- Møre og Romsdal Heimevernsdistrikt 11 – HV-11 – Setnesmoen
- Trøndelag Heimevernsdistrikt 12 – HV-12 – Værnes
- Sør-Hålogaland Heimevernsdistrikt 14 – HV-14 – Drevjamoen

Región 4
- Nord-Hålogaland Heimevernsdistrikt 16 – HV-16 – Elvegårdsmoen
- Finnmark Heimevernsdistrikt 17 – HV-17 – Porsangermoen